# 2576 Єсенін
2576 Єсенін (2576 Yesenin) — астероїд головного поясу, відкритий 17 серпня 1974 року.
Тіссеранів параметр щодо Юпітера — 3,179.
Названо на честь російського поета Сергія Єсеніна.